# Arcidiecéze boloňská
Arcidiecéze boloňská (latinsky Archidioecesis Bononiensis) je římskokatolická metropolitní arcidiecéze, sídlo boloňské církevní provincie, která je součástí Církevní oblasti Emilia-Romagna. Její teritorium pokrývá tři provincie italského regionu Emilia-Romagna (Metropolitní město Bologna, Provincie Ferrara, Provincie Modena), má sídlo v Bologni s katedrálou sv. Petra v Boloni. Jejím arcibiskupem je nyní Matteo Maria Zuppi.

## Stručná historie
První doklady o křesťanské komunitě v Boloni jsou ze 3. století. Z konce 3. nebo počátku 4. století máme doklady o prvním známém biskupovi sv. Zamovi. Původně byla Boloňa sufragání k Milánu, od 5. století k Ravenně, roku 1582 ji boloňský papež Řehoř XIII. povýšil na arcidiecézi.